# ミゲル・デ・ウナムーノ
ミゲル・デ・ウナムーノ・イ・フーゴ（Miguel de Unamuno y Jugo, 1864年9月29日 - 1936年12月31日）は、スペイン・ビルバオ出身の哲学者、著作家、詩人、劇作家。

## 紹介
いわゆる知識人集団「98年世代」の中心人物で、真のスペインの思想・国家・人民のあり方について模索し続け、スペイン思想界に大きな影響を残した。実存主義的な思想家として知られ、哲学と詩の両面から生と死、あるいは自己の問題などに取り組み、「私とは何者であるか」「死後の私はどうなるか」の2点に強い関心を持った。特にデンマークのセーレン・キェルケゴールに強く影響され、「南欧のキェルケゴール」と呼ばれる。

## 経歴
父親のフェリクス・ウナムーノはビスカヤ県ベルガラ出身で、若い頃にメキシコに渡って財産を築いた。母親のサロメ・フゴはビスカヤ県ガルダカオ出身であり、フェリクスとサロメは叔父・姪の関係だった。フェリクスはスペインに帰国するとサロメと結婚し、パン製造に従事していたが、その後ビスカヤ県ビルバオに菓子店を開業した。1864年9月29日、ミゲル・デ・ウナムーノはフェリクスとサロメの第三子として生まれ、カトリックの伝統を保つ旧家で厳格な教育を受けた。ウナムーノは旧市街のロンダ通りに面した家で生まれたが、ウナムーノの出生後に同じく旧市街のクルス通りに引っ越しており、弟たちはクルス通りの家で生まれている。誕生日の9月29日は天使ミカエル（スペイン語ではミゲル）の祝日であり、このことからミゲルと名付けられた。6歳の時に父親が亡くなり、母親の手一つで育てられたが、父親がメキシコから持ち帰った歴史、法律、哲学、社会科学の書籍で勉強した。幼少時には第三次カルリスタ戦争が勃発し、9歳だった1873年には、ビルバオに立てこもる自由主義派に対してカルリスタが砲撃を行い、ウナムーノの生家近くに着弾する事件があった。この事件は後の『戦争の中の平和』（1897年）に登場し、また幼少時の経験は『幼き日の思い出』で回想されている。1880年、16歳の時にマドリードに出てマドリード大学（現マドリード・コンプルテンセ大学）文学部に進学し、文学・哲学・言語学を学んだ。「バスクの起源並びに先史時代の諸問題」を博士論文のテーマとし、18歳だった1883年に哲学と文学の博士号を取得した。この頃はイギリスのハーバート・スペンサーの合理主義や実証主義に深い関心を示し、カントやヘーゲルの著作を読みふけった。
マドリード大学で教授の座を目指すも、ウナムーノの考えと大学との溝が埋まらなかったため、博士号取得後の1884年にはビルバオに戻り、ラテン語の代用教員や、心理学・論理学・倫理学の個人教授で生計を立てたが、たびたび教員資格試験に失敗した。ウナムーノはバスク語ではなくスペイン語を母語としたが、1888年にはビスカヤ県政府がバスク語教授職の志願者を募集した際には、ウナムーノ、レスレクシオン・マリア・デ・アスクエ（言語学者、教授職に唯ひとり採用された）、サビノ・アラナ（バスク民族主義者）とともに受験した。ビルバオではもっぱら著作活動を行い、バスク語に関する論文を何本か執筆したほか、新聞や雑誌への寄稿、『階級闘争』という社会主義新聞の編集に参加した。1891年にはサラマンカ大学ギリシア語教授試験に合格して、バスク地方からカスティーリャ地方のサラマンカに移った。同年にはビスカヤ県ゲルニカ出身のコンセプシオン・リサラガと結婚し、10人の子を儲けている。
1895年には『生粋主義について』を発表。スペインの歴史を振り返り、「真のスペイン思想やスペイン国家とは何か」ということを説いて、大きな反響を呼んだ。この頃にアンペル・ガニベト（Ángel Ganivet）を知り、真のスペイン思想の追求という点で意気投合した。1892年に長男が、1894年に次男が生まれたが、1896年に生まれた三男のライムンドが生まれたが、ライムンドは脳水腫によって正常な意識を持たないまま、7歳で死去した。この出来事はウナムーノに終生死という問題を突きつけ、彼の著作にも大きな影響を及ぼした。1897年には長編小説『戦争の中の平和』を発表した。1898年にスペインは米西戦争で敗北し、スペイン社会に対する問題提起や刷新を模索した「98年世代」と呼ばれる思想家・著作家・芸術家が多く登場した。ウナムーノは「98年世代」の指導者に挙げられている。サラマンカへの移動後にも、1894年にはビルバオの社会主義グループに参加するなどし、またスペイン社会労働党（PSOE、社会党）の創始者であるパブロ・イグレシアスと交友があった。若い頃のウナムーノは社会主義運動に共感しており、排他的な性格を持つバスク民族主義運動には否定的だった。地方が独自性を発揮しつつ、スペインのために努力すべきであるとする思想を持っており、1901年にはビルバオでの講演の中で、「バスク語は死滅するし、当然死滅するべきだ」と過激な発言を行った。
35歳だった1900年には、スペイン政府によってサラマンカ大学総長に任命され、30年以上在職した前任のマメス・エスラベーから椅子を引き継いだ。この頃にはノルウェーのイプセンの演劇や、デンマークのキェルケゴールの哲学を知り、キェルケゴールの著作を原語で読むためにデンマーク語を修得。特にキェルケゴールの思想は、ウナムーノの実存主義的な思想に多大な影響を及ぼした。ウナムーノはヨーロッパ思想界の中でもかなり早い時期からキェルケゴールの思想の独自性に注目していた。1902年には随筆『風景』を出版した。1905年には『ドン・キホーテとサンチョの生涯』を刊行したが、ウナムーノはセルバンテス「ドン・キホーテ」の人物像にこそ、真のスペイン人としての生き方・倫理観があると考え、人生や死の問題や自己を自己流に解釈した。この作品はウナムーノの代表作のひとつとなった。1907年には43歳にして初の詩集を刊行した。1908年には自伝風の物語『幼き日の思い出』を刊行し、1911年からは雑誌『近代スペイン』に各種随筆や論考を寄稿した。1913年には『近代スペイン』にも掲載された論考、『人間と民族における生の悲劇的感情』を出版。死をめぐる生と理性の葛藤を論じ、ウナムーノの哲学の代表作となった。
1914年にはアルフォンソ13世から大学総長の座を罷免されたが、スペインや南米の知識人はウナムーノを擁護する運動を展開した。1920年には論文でアルフォンソ13世の体制批判を行ったとして、裁判で懲役16年が宣告されたが、同僚たちの弁護によって副総長に選出された。1923年にミゲル・プリモ・デ・リベラ独裁政権が成立すると、1924年には独裁政権を批判したために停職処分を受け、政治犯として大西洋上のカナリア諸島のフエルテベントゥーラ島に追放された。ギリシア語版の新約聖書、ダンテ・アリギエーリの『神曲』、ジャコモ・レオパルディ「詩集」の3冊を持って流島に向かったとされている。フエルテベントゥーラ島に4か月滞在した後、フランスのル・クォティディアン紙(Le Quotidien)が亡命に協力し、グラン・カナリア島のラス・パルマス、シェルブール港を経由してパリに到着した。パリ・シャルル・ド・ゴール広場に近いペンションを仮宿とし、モンパルナス地区のカフェ「ラ・ロトンド」ではパブロ・ピカソ、ジャン・コクトー、アメデオ・モディリアーニ、マルク・シャガール、藤田嗣治、ジャン・カスーらと交遊した。南米の新聞や雑誌、フランスのル・クォティディアン紙などで執筆したが、検閲を行うスペインの新聞や雑誌では執筆を行わなかった。
約一年パリに滞在後に、1925年にはフランス領バスクにあるスペインとの国境の町アンダイエに移住、駅前のホテル「ブローカ」を仮宿とした。フランス亡命中にはプリモ・デ・リベラ独裁政権を批判して共和制の実現を訴え、フランスにおいて注目を集めた。1925年には『キリスト教の苦悶』を執筆。その中で彼はイエス・キリストの死生観について語り、イエスがプラトン風の魂の不滅性ではなく、ユダヤ風の肉体の復活を信じていたこと、魂の不滅の教義がキリスト教ではなく哲学的教義である事を示した。また、エドゥアルド・オルテガ・イ・ガセットとの共同で、スペインの独裁政権を非難する『自由ノート』を執筆した。1930年に独裁政権が崩壊すると、65歳のウナムーノはスペイン国民に熱狂的に出迎えられ、再びサラマンカ大学総長に指名された。1930年4月には週刊誌が共和国大統領に望む人物の模擬選挙を行い、16%の得票を獲得したウナムーノはニセト・アルカラ・サモーラに次ぐ1位となった。
1931年に第二共和政が成立すると、サラマンカ市庁舎のバルコニーから共和制樹立の演説を行い、サラマンカ大学の終身総長に就任した。1931年の地方選挙には無所属で出馬して当選し、また同年の憲法制定議会総選挙でも第2位で当選した。しかし、王制を擁護する発言を行うなどして物議を醸し、1933年には政治界から身を引いた。1933年には小説『殉教者マヌエル・ブエノ』を執筆し、1934年にはサラマンカ大学で最終講義を行った。第二共和政期にはサラマンカ大学終身総長に加えて、フランスのグルノーブル大学名誉教授、イギリスのオックスフォード大学名誉教授、サラマンカ名誉市民、スペイン共和国名誉市民の肩書を手にし、サラマンカのアナヤ宮殿には自身の彫像が立てられた。しかし、この時期には妻のコンセプシオン、長女、弟、ふたりの姉妹を亡くしており、その思想は左派から非難を浴びた。
1936年7月、フランシスコ・フランコらの反乱軍によってスペイン内戦が勃発すると、サラマンカで開催された反乱軍の集会で演説したため、8月には共和国政府のマヌエル・アサーニャ大統領からサラマンカ大学終身総長の任を解かれた。9月には反乱軍のミゲル・カバネリャス将軍が再び終身学長の座を与えたが、10月には反乱軍最高司令官に就任したフランコによって再び解職されており。9月には反乱軍の正当性を訴えたメッセージを執筆し、ヨーロッパと中南米の各大学に送付しているが、10月12日の集会では反乱軍兵士たちの前で反戦を説いたために自宅に軟禁され、12月31日に自宅で亡くなった。

## 思想・影響
彼の思想はオルテガ・イ・ガセットら、20世紀スペイン哲学に多大な影響を与えた。
ウナムーノの母語はスペイン語（カスティーリャ語）だが、計17言語に精通していたとされている。出身地の地方言語であるバスク語やフランス語は完璧に話すことができ、マドリード大学在学中にドイツ語をマスターし、古典学や言語学研究での必要性からラテン語・古代ギリシア語・アラビア語を習得し、ヘンリック・イプセンやキェルケゴールの作品を読むためにデンマーク語を習得した。トーマス・カーライルの英語著書をスペイン語に訳したことがあり、ジャコモ・レオパルディやジョズエ・カルドゥッチのイタリア語作品をスペイン語に訳したことがある。さらには、スペイン語と同じロマンス語圏のポルトガル語、ガリシア語、カタルーニャ語、カタルーニャ語マヨルカ方言、現代ギリシア語にも通じていた。
スペインに日本の折り紙（Papiroflexia/Origami）をもたらしたことでも知られる。

## 著作
日本語訳
- 『ウナムーノ著作集』（全5巻、法政大学出版局）- オンデマンド版＋新装版で再刊
編集委員：神吉敬三、アンセルモ・マタイス、ヨハネ・マシア、佐々木孝
  - 1スペインの本質、2ドン・キホーテとサンチョの生涯
  - 3生の悲劇的感情、4虚構と現実、5人格の不滅性
- 『キリスト教の苦悶』法政大学出版局 叢書・ウニベルシタス、1970年
- 『ウナムーノ、オルテガ往復書簡』以文社、1974年
- 『ベラスケスのキリスト』法政大学出版局 叢書・ウニベルシタス、2018年
- 『アベル・サンチェス』幻戯書房〈ルリユール叢書〉、2019年

原著
| - 『生粋主義をめぐって』En torno al casticismo. - 『文明と文化』 - 『人生は夢』 - 『スペイン的個人主義』 - 『知性と霊性』 - 『スペイン哲学について』 - 『充実中の充実』 - 『孤独』 - 『スペイン的愛国心の現在的危機』 - 『生の秘密』 - 『ヨーロッパ化について』 - 『魂の風景』 | - 『ドン・キホーテとサンチョの生涯』Vida de Don Quijote y Sancho. - 『生の悲劇的感情』Del Sentimiento Trágico de la Vida. - 『霧』 - 『三つの模範小説と序』Tres novelas ejemplares y un prólogo. - 『二人の母』 - 『ルンブリーア侯爵』 - 『男』 - 『内部の調』 - 『小説はいかにして作られるか』 - 『殉教者聖マヌエル・ブエノ』San Manuel Bueno, mártir. |